# Скліфосовський Микола Васильович
Микола Васи́льович Скліфосо́вський  (25 березня (6 квітня), 1836, хутір Карантин поблизу м. Дубоссари, тоді — Тираспольського повіту Херсонської губернії Російська імперія, тепер — Молдова — 30 листопада (13 грудня) 1904, с. Яківці Полтавського повіту) — видатний український та російський хірург.

## Біографія
Народився в сім'ї бідного канцеляриста. Імовірно, справжнє прізвище — Скліфос. Виховувався в притулку для сиріт.
Навчався в Одеській гімназії. Вищу освіту здобув на медичному факультеті Московського університету.
По закінченні його у 1859 році повернувся на Батьківщину, працював в Одеській міській лікарні, у 1870–1871 рр. — професор Київського університету, пізніше професор вищих медичних закладів у Петербурзі й Москві.
1863 року отримав ступінь доктора медицини, захистивши дисертацію «Про кров'яну приматочну пухлину».
З 1866 року — у закордонному відрядженні, стажувався у Великій Британії, Франції, Німецькій імперії. Як військово-польовий хірург брав участь в австро-пруській та франко-пруській війнах. Учасник російсько-османської війни 1877—1878, де працював разом з хірургом Миколою Пироговим. Після завершення воєнних дій працював професором у Московському університеті, завідувачем хірургічної клініки, яку розбудував і перетворив у потужний лікувальний комплекс. З ініціативи науковця в Російській імперії почали періодично проводити з'їзди хірургів. 1897 року провів у Москві ХІІ Міжнародний з'їзд хірургів.
Був визначним військово-польовим хірургом, один із перших запровадив у Російській імперії асептику та антисептику у хірургічній практиці, проведення операцій під анестезією, сприяв жіночій медичній освіті, організації медичного факультету при університеті в Одесі.
За ініціативою Скліфосовського було оголошено серед лікарів збирання коштів на побудову пам'ятника М. І. Пирогову в Москві. На його прохання відомий скульптор Шервуд безкоштовно створив модель пам'ятника, який і було поставлено перед будинком хірургічної клініки на Дівочому полі.
У зв'язку з тяжкою хворобою 1900 року остаточно оселився у своєму маєтку в с. Яківці, придбаному ним у 1884 році й розширеному в наступне десятиліття (нині — частина Полтави), де й помер від інсульту. Скліфосовський висадив там сад, який на міжнародній виставці плодівництва в Петербурзі в 1894 році назвали «Полтавською Швейцарією». Першим у Полтаві почав вирощувати хміль, купив у Баварії міні-броварню. Селян Микола Васильович лікував безкоштовно. Вільно говорив українською, й за спогадами, був українським патріотом.

## Родина
Відомо про десятеро  дітей Миколи Скліфосовського:чотирьох від першого шлюбу (дружина — Єлизавета  Густавівна, уроджена Морген), і шестеро — від другого (друга дружина — Софія Олександрівна Скліфосовська, уроджена фон Шільдер-Шульднер). Про долю цих дітей у друкованих джерелах та Інтернеті поширюється чимало міфів і неточностей. Із 9-ти дітей М. В. Скліфосовського до глибокої старості дожила тільки одна — донька Ольга. Двоє (Микола і Тамара) померли в зрілому віці (31-43 роки). Троє (Костянтин, Володимир, Олександр) — у молодому віці (16-23 роки). А ще про чотирьох (Єлизавета, Марія, Вадим, Борис) відомо, що вони померли в дитячому віці. Всього відомо про 4-х дітей жіночої статі й 6-ти — чоловічої. Жоден із синів дітей не мав.

## Праці
Праці Скліфосовського присвячені питанням військово-польової хірургії, травматології, хірургії органів черевної порожнини тощо.

## Увічнення пам'яті
Ім'ям Миколи Скліфосовського названі:
- Полтавська обласна клінічна лікарня імені М. В. Скліфосовського
- Полтавська обласна премія імені М. В. Скліфосовського

## Галерея

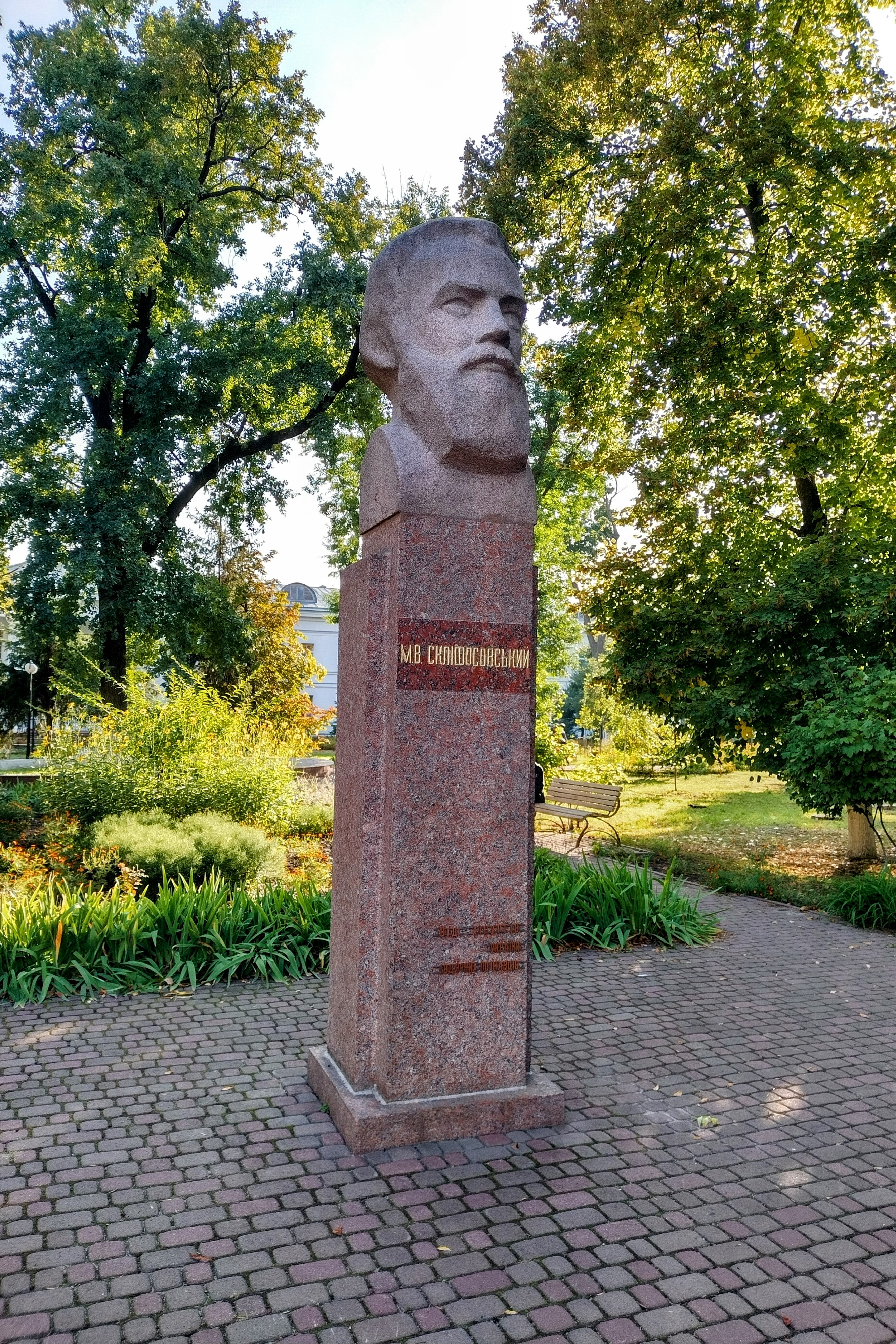
Пам'ятник Миколі Скліфосовському у Полтаві
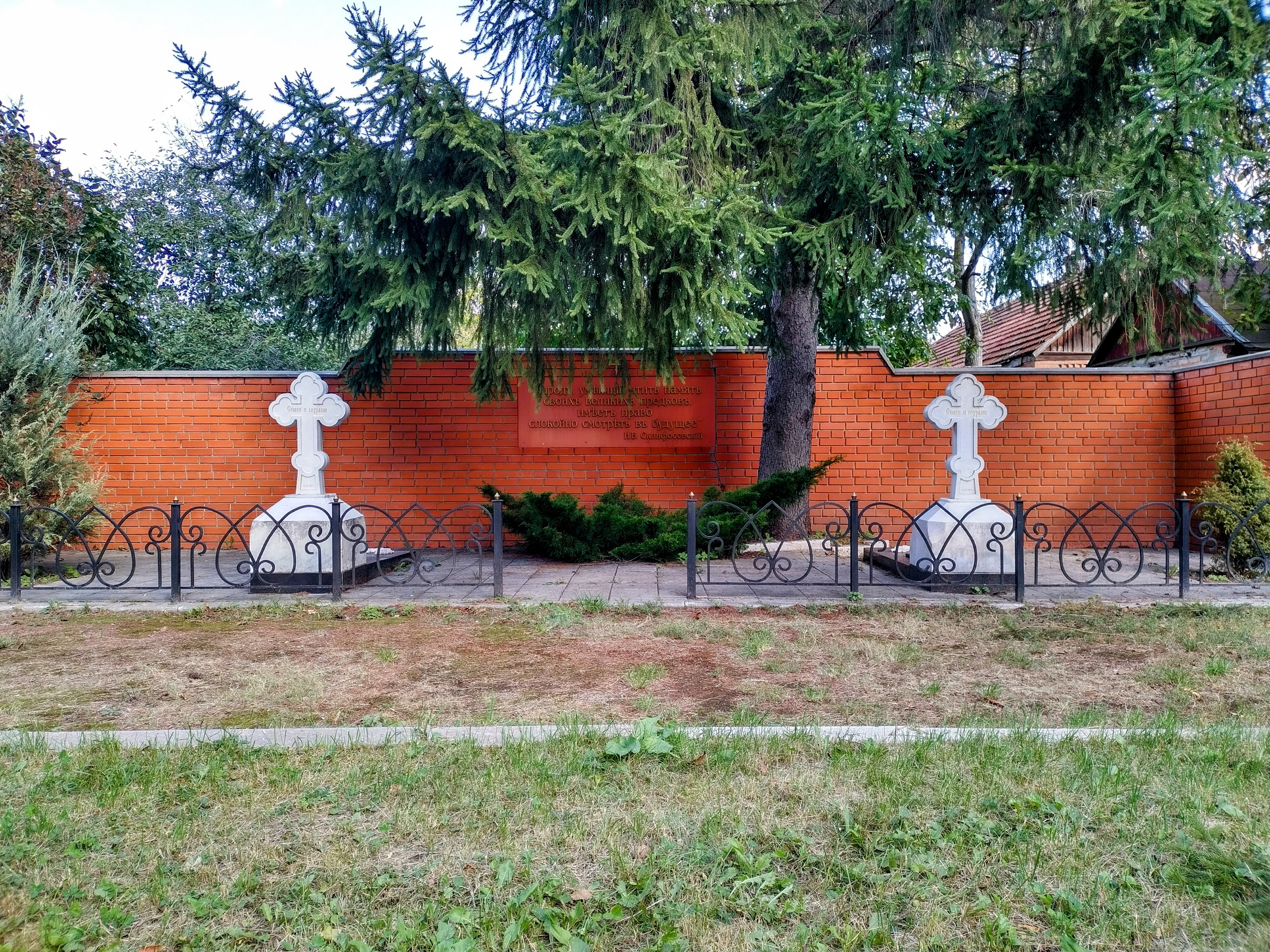
Загальний вигляд поховання Скліфосовських. Яківці (Полтава), пров. Естонський
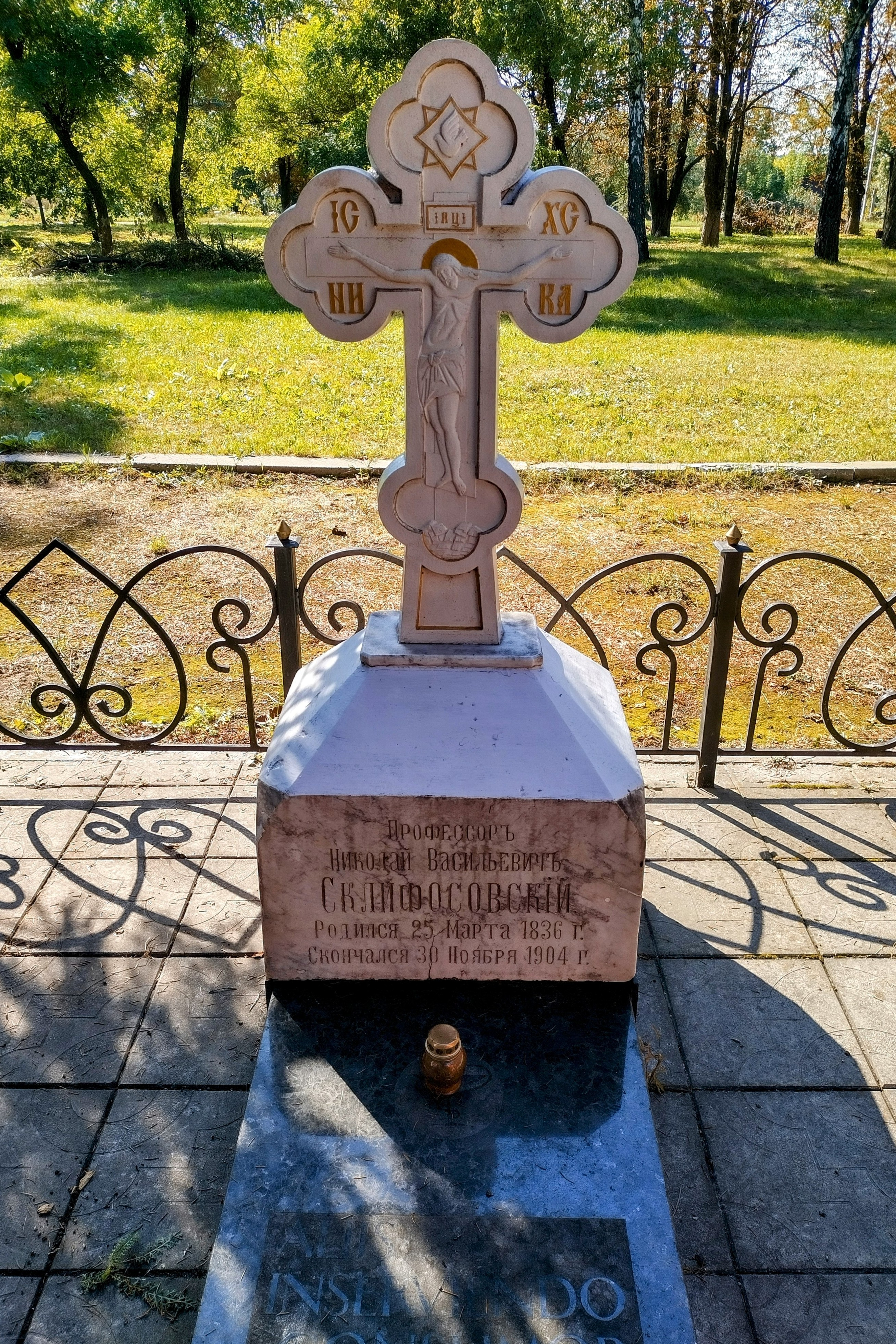
Могила Миколи Скліфосовського. На надгробку викарбувано: «Світячи іншим згоряю сам»